# قلعة حاجي محمد
قلعة حاجي محمد (بالفارسية: قلعه حاجی محمد)) هي قرية إيرانية تقع في قسم لامرد الريفي في الناحية المركزية في مقاطعة لامرد، محافظة فارس، إيران.